# Georges Brassens
Georges Brassens (Sète, Languedoc-Rosellón, Francia, 22 de octubre de 1921-Saint-Gély-du-Fesc, cerca de Montpellier, 29 de octubre de 1981) fue un cantautor francés, exponente relevante tanto de la chanson française como de la trova anarquista del siglo XX.
Alcanzó la fama gracias a las melodías de sus canciones, sencillas y elegantes; y a sus letras, variadas y elaboradas. Se le considera uno de los mejores poetas franceses de la posguerra (ganó el Premio Nacional de Poesía). Puso música a poemas de muchos otros escritores, como Louis Aragon, Victor Hugo, Jean Richepin, François Villon y otros. Fuera de su país, actuó en Suiza, Bélgica, Canadá e Inglaterra. Es célebre la grabación en vivo de Brassens cantando en Londres la «Ballade des dames du temps jadis», poema del mencionado Villon donde el autor se pregunta «y qué fue de Juana, la buena lorena que los ingleses quemaron en Rouen».
En francés sus canciones han sido interpretadas por diversos cantantes y humoristas como Salvatore Adamo, Carla Bruni, Coluche, Manu Dibango, Juliette Gréco, Françoise Hardy, Noir Désir, Francis Cabrel, Barbara, Sylvie Vartan, Joan Baez, Johnny Hallyday, Victoria Abril, Emmanuelle Béart, Thomas Dutronc, Charles Aznavour, Line Renaud y Alain Souchon.
Los primeros en interpretar sus temas en español fueron Paco Ibáñez, que cantó varias de sus canciones durante su largo exilio parisino traducidas por Pierre Pascal; y en España, Jesús Munárriz (fundador de la editorial Hiperión), que tradujo algunas canciones de Brassens que solía cantar en actuaciones esporádicas (y casi siempre declaradas ilegales) y también Chicho Sánchez Ferlosio; en Argentina Nacha Guevara y Jorge Schussheim, a fines de los años sesenta en el Instituto Di Tella de Buenos Aires interpretaron Le pornographe y Marinette, respectivamente; también en España los argentinos Claudina y Alberto Gambino sacaron en 1971 un LP con 12 canciones de Brassens. Una de las canciones más conocidas de esta serie fue «La mala reputación» (La mauvaise réputation), cuya versión en español fue también luego adaptada por Paco Ibáñez desde la tradición de la canción protesta, el cantante rock Loquillo, la banda argentina de rock folklórico Arbolito. También interpretan a Brassens los españoles Javier Krahe (La tormenta, Marieta y alguna no editada), Joaquín Carbonell y el cantautor chileno Eduardo Peralta, quien incluso tiene un disco completo dedicado a Brassens, que contiene, entre otras, versiones de: «Brave Margot», «Fernande», «Jeanne», «Le fossoyeur»; además de otras excelentemente logradas como «Historia de falsedad» y «La guerra del 14».
Las canciones de Brassens fueron también traducidas e interpretadas por otros cantantes menos conocidos, como el uruguayo Julio Canapa, el francés Antoine Candelas.
Brassens murió de cáncer en 1981, en Saint-Gely-du-Fesc, después de haber sufrido problemas de salud durante muchos años, y fue enterrado en el Cimetière le Py en Sète.
En 2009, el cantautor español Albert García tradujo «Les copains d'abord» con el nombre de «Compañeros de viaje», una de las canciones de Brassens más conocidas en Francia, pero que, a diferencia de «La mauvaise réputation», «Marinette» o «Le gorille», no había sido aún publicada en castellano. En 2016, y animado por Javier Krahe, el cantautor Marc García Arnau hace lo propio presentando su disco Marc Garcia canta a Brassens (RockCD Records, 2016) con catorce traducciones, la mitad en castellano y la otra mitad en catalán, del mítico artista galo.
Además, en lengua catalana, han cantado a Brassens en los años 60 Josep Maria Espinàs, Guillermina Motta y, posteriormente, el cantautor Miquel Pujadó, dedicando varios de sus discos a su obra. En este idioma hay también una versión de "La fille à cent sous" cantada por Joan M. Serrat.
También ha sido traducido al español por Agustín García Calvo (19 canciones).
Brassens también ha sido traducido al italiano por Fabrizio De André.

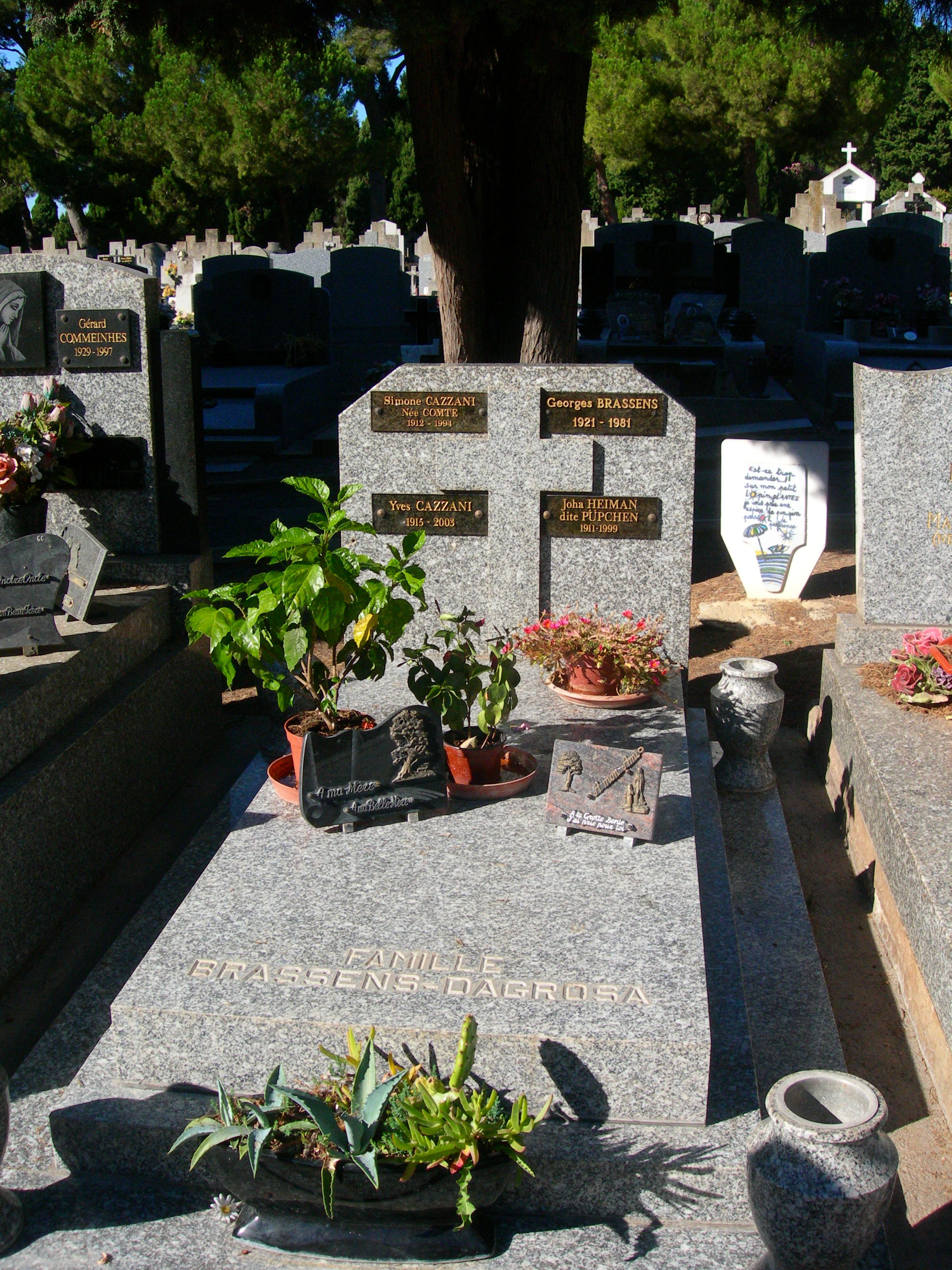
Tumba de Georges Brassens en Sète.

## Discografía

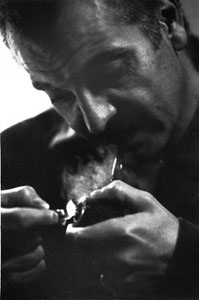
Brassens con su célebre pipa en 1964.

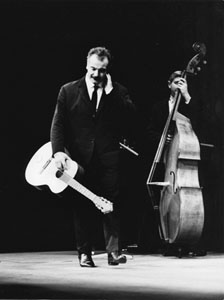
Brassens en 1964.

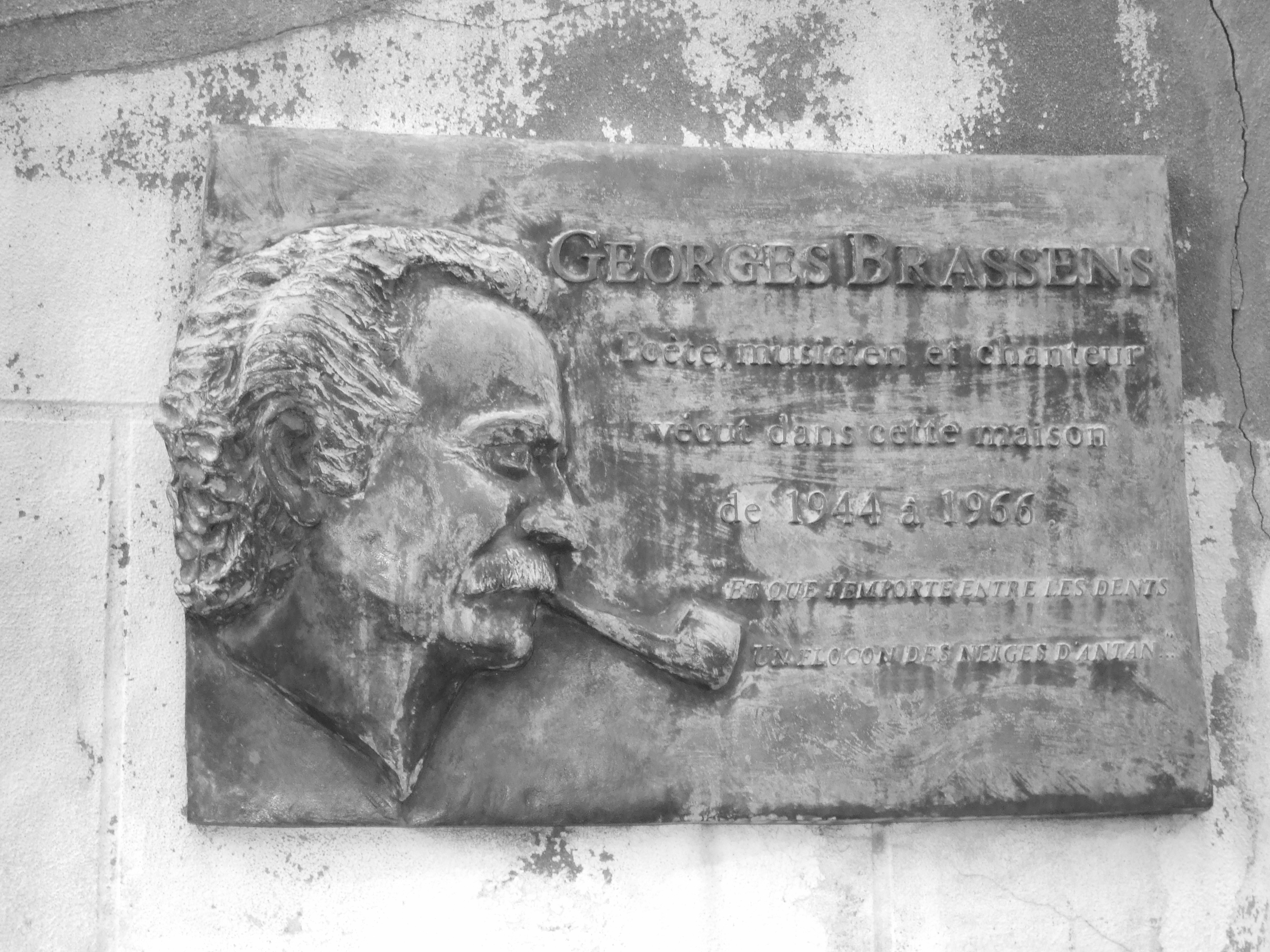
Retrato en relieve de Georges Brassens en una placa conmemorativa.

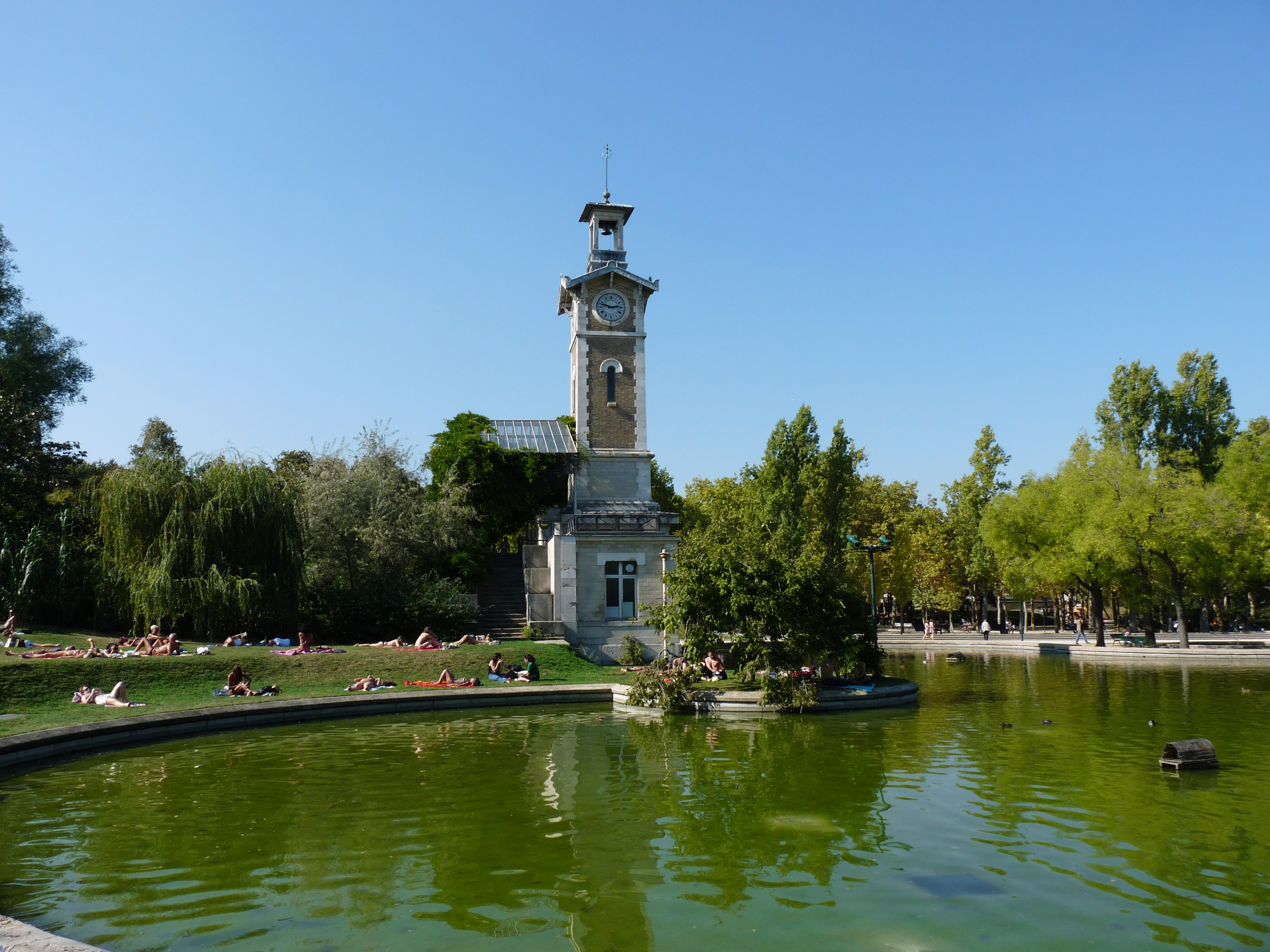
Parque Georges Brassens, en París.

### Grabaciones en estudio

#### Le Vent(1953)
Le Vent / J'ai rendez-vous avec vous / Bancs publics ou Les Amoureux des bancs publics / Ballade des dames du temps jadis / Comme hier / Pauvre Martin / Brave Margot / Il suffit de passer le pont / La Cane de Jeanne / La Marine / Il n’y a pas d’amour heureux

#### Les Sabots d'Hélène(1954)
Les Sabots d'Hélène / Chanson pour l'Auvergnat / La Première Fille / La Prière / Gastibelza / La Mauvaise Herbe / Une jolie fleur /
Je suis un voyou / Le Mauvais Sujet repenti / Putain de toi

#### Je Me Suis Fait Tout Petit(1956)
Je me suis fait tout petit / Auprès de mon arbre / Marinette / Le Testament / Les Croquants / La Légende de la nonne / Le Nombril des femmes d’agents / Colombine

#### Oncle Archibald(1957)
Oncle Archibald / L’Amandier / La Marche nuptiale / Au bois de mon cœur / Celui qui a mal tourné / Grand-père / Les Lilas / Philistins / Le Vin

#### Le Pornographe(1958)
Le Pornographe / Le Vieux Léon / La Femme d'Héctor / À l'ombre du cœur de ma mie / Le Cocu / La Ronde des jurons / Comme une sœur / Bonhomme

#### Les Funérailles d’antan(1960)
Les Funérailles d’antan / Le Mécréant / Embrasse-les tous / Le Père Noël et la Petite Fille / Le Bistrot / L’Orage / Pénélope / Le Verger du roi Louis

#### Le temps ne fait rien à l'affaire(1961)
Le temps ne fait rien à l'affaire / Dans l’eau de la claire fontaine / La Traîtresse / La Ballade des cimetières / La Complainte des filles de joie / Tonton Néstor / Le Temps passé / La Fille à cent sous

#### Les Trompettes de la renommée(1962)
Les Trompettes de la renommée / Jeanne / Je rejoindrai ma belle / Marquise / La Guerre de 14-18 / Les Amours d'antan / L'Assassinat / La Marguerite / Si le Bon Dieu l'avait voulu

#### Les Copains d'abord(1964)
Les Copains d'abord / Les 4 z'arts / Le Petit Joueur de flûteau / La Tondue / Le 22 septembre / Les Deux oncles / Vénus callipyge /
Le Mouton de Panurge / La Route aux 4 chansons / Saturne / Le Grand Pan

#### Supplique pour être enterré à la plage de Sète(1966)
Supplique pour être enterré à la plage de Sète / Le Fantôme / La Fessée / Le Pluriel / Les Quatre bacheliers / Le Bulletin de santé / La Non-demande en mariage / Le Grand Chêne / Concurrence déloyale / L'Épave / Le Moyenâgeux

#### Misogynie à part(1969)
Misogynie à part / Bécassine / L'Ancêtre / Rien à jeter / Les Oiseaux de passage / La Religieuse / Pensées des morts / La Rose, la bouteille et la poignée de main / Sale petit bonhomme

#### Fernande(1972)
Fernande / Stances à un cambrioleur / La ballade des gens qui sont nés quelque part / La Princesse et le croque-notes / Sauf le respect que je vous dois / Le Blason / Mourir pour des idées / Quatre-vingt-quinze pour cent / Les Passantes / Le Roi / À l'ombre des maris

#### Trompe la mort(1976)
Trompe la mort / Les Ricochets / Tempête dans un bénitier / Le boulevard du temps qui passe / Le Modeste / Don Juan / Les Casseuses / Cupidon s'en fout / Montélimar / Histoire de faussaire / La Messe au pendu / Lèche-cocu / Les Patriotes / Mélanie

##### Nota
En esta relación no se incluyen sus discos de 78 r. p. m. —en los que ya figuraban canciones como «Le gorille», que fue su primer éxito, y «La mauvaise réputation», entre otras.
Todas ellas fueron interpretadas por Georges Brassens acompañándose sólo con la guitarra.
Se trata más bien de piezas de coleccionista. 
Tampoco figuran en la relación anterior un álbum grabado en directo ni otro en el que Brassens interpreta canciones de otros autores.

## Filmografía

### Con Brassens
- Porte des Lilas, de René Clair (1957)

### Sobre Brassens
- Brassens, la mauvaise réputation (Brassens, poeta y anarquista), de Gérard Marx (2011)

## Libros
- Georges Brassens. 19 canciones con versión para cantar de Agustín García Calvo. Lucina. Madrid, 1983. ISBN 84-85708-19-9

## Algunas de sus canciones más conocidas

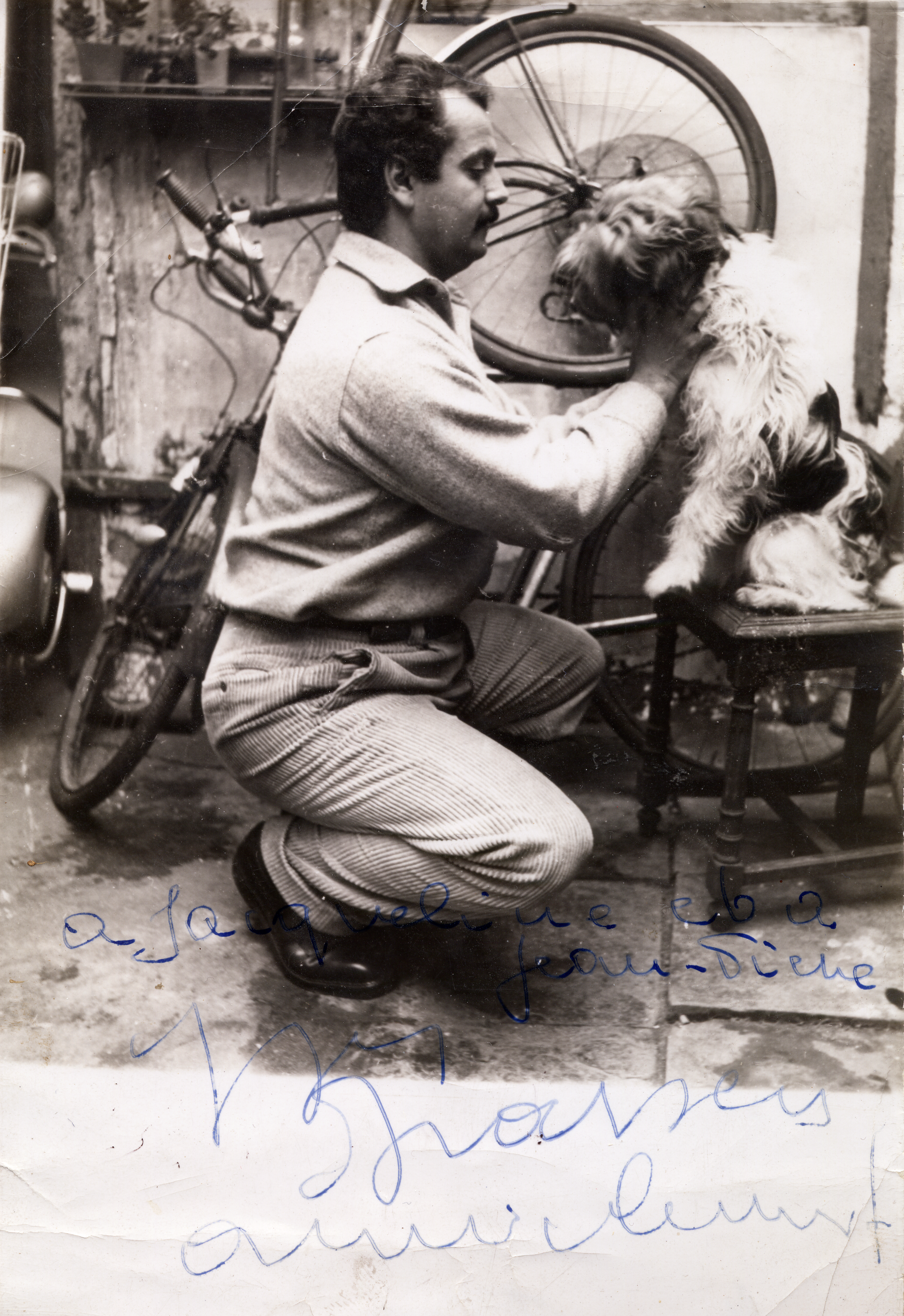
Georges Brassens en 1952.

- La mauvaise réputation (La mala reputación). Una de las más conocidas en los países hispanohablantes. Algunos intérpretes: Arbolito, Paco Ibáñez, Nacha Guevara, Claudina y Alberto Gambino, Eduardo Peralta, Loquillo. Hay también una traducción de Agustín García Calvo, que fue grabada por Antonio Selfa.

- Marinette. Fue publicada por Brassens en el álbum Je me suis fait tout petit (1956). Existen versiones en castellano de Julio Ardiles Gray, Javier Krahe, Cleotilde Acosta, Leo Masliah, Luis Pescetti y Horacio Cerván. En euskera, ha sido traducida e interpretada por Txomin Artola y posteriormente interpretada también por Anje Duhalde.
- Le gorille (El gorila). Cuenta de manera sarcástica la anécdota de un gorila con un gran miembro viril (cosa que le admiran las mujeres) que se escapa de su jaula. Como el simio no ha iniciado aún su vida sexual, lo primero que procura tras su fuga es copular y para ello agarra a un juez que se encontraba en el lugar. La canción contrasta el carácter inquebrantable con que los jueces sentencian a la guillotina frente a los gritos de socorro de este magistrado mientras era violado por el animal. El estribillo de la canción (Gare au Gori-i-i-i-ille, "cuidado con el gorila") es ampliamente conocido. Esta canción fue considerada pornográfica y prohibida por algún tiempo. Ha sido traducida al español por Agustín García Calvo, Ardiles Gray, Joaquín Carbonell, Antoine Candelas y Eduardo Peralta; al griego (Ο Γορίλας) por Christos Thivaios para el álbum Meres Adespotes de su banda Synitheis Ypoptoi; al italiano (Il gorilla) por Fabrizio De André; al milanés (El gorilla) por Nanni Svampa; al polaco (Goryl) por la banda tributo Zespół Reprezentacyjny; al hebreo (הגורילה) por el escritor Dan Almagor; al ruso (Горилла) por Mark Freidkin y por Alexandre Avamessov; al checo (Byl jednou jeden goril) por Jiří Dědeček; al alemán (Vorsicht! Gorilla) por Franz Josef Degenhardt; al inglés (Beware the gorilla) por Jack Thackray y al catalán (El goril·la) por JM.Espinàs.
- Chanson pour l'auvergnat. Una de las más conocidas en Francia. Algunos intérpretes: Paco Ibáñez, Juliette Gréco y Manu Dibango.
- Les copains d'abord. Oda al compañerismo que ha terminado asentándose como himno a la amistad en Francia. A través de la metáfora del viaje en barco, narra las peripecias que las relaciones con nuestros semejantes atraviesan durante nuestra existencia. Fue traducida al castellano en 2009 por el cantautor español Albert García, con el título "Compañeros de viaje" y grabada con el curioso timbre de un cuatro venezolano, en su disco "Boulevard". Georges Moustaki compuso una canción a modo de respuesta-homenaje a esta obra de Brassens, que tituló "Les amis de Georges".

## Tributo
- En el año 2000 el grupo argentino de Folcklore-Rock "Arbolito" versionó el tema "La mala reputación"
- En 2006 el cantautor chileno Ángel Parra, hijo de Violeta Parra, compuso un álbum tributo a Brassens, titulado De fiesta con Georges Brassens, que incluye versiones de algunas de sus obras.
- Paco Ibáñez canta a Brassens
- Ils chantent Brassens
- Emma Junaro y Willy Claure cantan a Georges Brassens, "El Paraguas", (Bolivia, 1996)
- Carbonell canta a Brassens, 1996.
- Marc García canta a Brassens, 2016.

## Eponimia
El asteroide (6587) Brassens fue renombrado en su memoria en 1996.